# Vespoïdeus
Els vespoïdeus (Vespoidea) són una superfamília d'himenòpters apòcrits (Apocrita). Els membres més coneguts d'aquest grups són les vespes i les formigues.

## Característiques
Les femelles tenen antenes amb 10 flagel·lòmers, mentre que els mascles tenen 11 flagel·lòmers. La vora del pronot arriba o passa a la tègula. Moltes espècies mostren cert nivell de dimorfisme sexual. La majoria de les espècies tenen ales completament desenvolupades, però algunes tenen ales reduïdes o absents en un o ambdós sexes (Formicidae, Mutilidae). Com en altres Aculeata, només les femelles tenen fibló i poden picar.

## Taxonomia
En alguna classificació antiga havien estat inclosos en la superfamília dels escolioïdeus (Scolioidea), actualment obsoleta.

### Classificació tradicional
Segons la classificació tradicional, la superfamília Vespoidea inclou unes 29.000 espècies repartides en 10 famílies:
- Família Bradynobaenidae - 188 espècies
- Família Formicidae (formigues veritables) - 12.199 espècies
- Família Mutillidae (formigues de vellut) - 4.302 espècies
- Família Pompilidae (vespes de les aranyes) - 4.855 espècies
- Família Rhopalosomatidae (vespes) - 72 espècies
- Família Sapygidae (vespes) - 66 espècies
- Família Scoliidae (vespes) - 560 espècies
- Família Sierolomorphidae (vespes) - 11 espècies
- Família Tiphiidae (vespes) - 2.000 espècies
- Família Vespidae (vespes veritables) - 4.932 espècies

### Nova classificació
Un estudi del 2008 basat en quatre gens nuclears suggereix que cal canviar la visió històrica de les relacions familiars dels vespoïdeus, amb Rhopalosomatidae com a grup germà dels Vespidae i el clade Rhopalosomatidae + Vespidae com a germà de tots els altres vespoïdeus i apoïdeus clàssics. En un estudi del 2008, es va trobar que la superfamília Apoidea es trobés dins dels Vespoidea, cosa que suggereix el desmantellament de Vespoidea (sensu lato) en moltes superfamílies més petites: Formicoidea, Scolioidea, Tiphioidea, Thynnoidea i Pompiloidea, a més d'una Vespoidea molt més reduïda (restringida només a Rhopalosomatidae i Vespidae). La seva investigació també va trobar que les famílies Mutillidae, Tiphiidae i Bradynobaenidae eren parafilètiques.
Un estudi posterior el 2013 va confirmar la necessitat de revisió de les relacions d'alt nivell, i el patró de relacions de grups germans dins Vespoidea va coincidir en gran manera amb el mateix patró bàsic que l'estudi del 2008. Aquest estudi també va observar un Bradynobaenidae i Tiphiidae parafilètics.
La nova classificació, encara en estudi, quedaria així:
Superfamília Vespoidea
- Família Rhopalosomatidae
- Família Vespidae – vespes verdaderes

Superfamília Formicoidea
- Família Formicidae - formigues

Superfamília Pompiloidea
- Família Mutillidae
- Família Myrmosidae
- Família Pompilidae
- Família Sapygidae

Superfamília Scolioidea
- Família Scoliidae

Superfamília Tiphioidea
- Família Bradynobaenidae
- Família Sierolomorphidae
- Família Tiphiidae

Superfamília Thynnoidea
- Família Chyphotidae
- Família Thynnidae